# ベントレー・マークVI

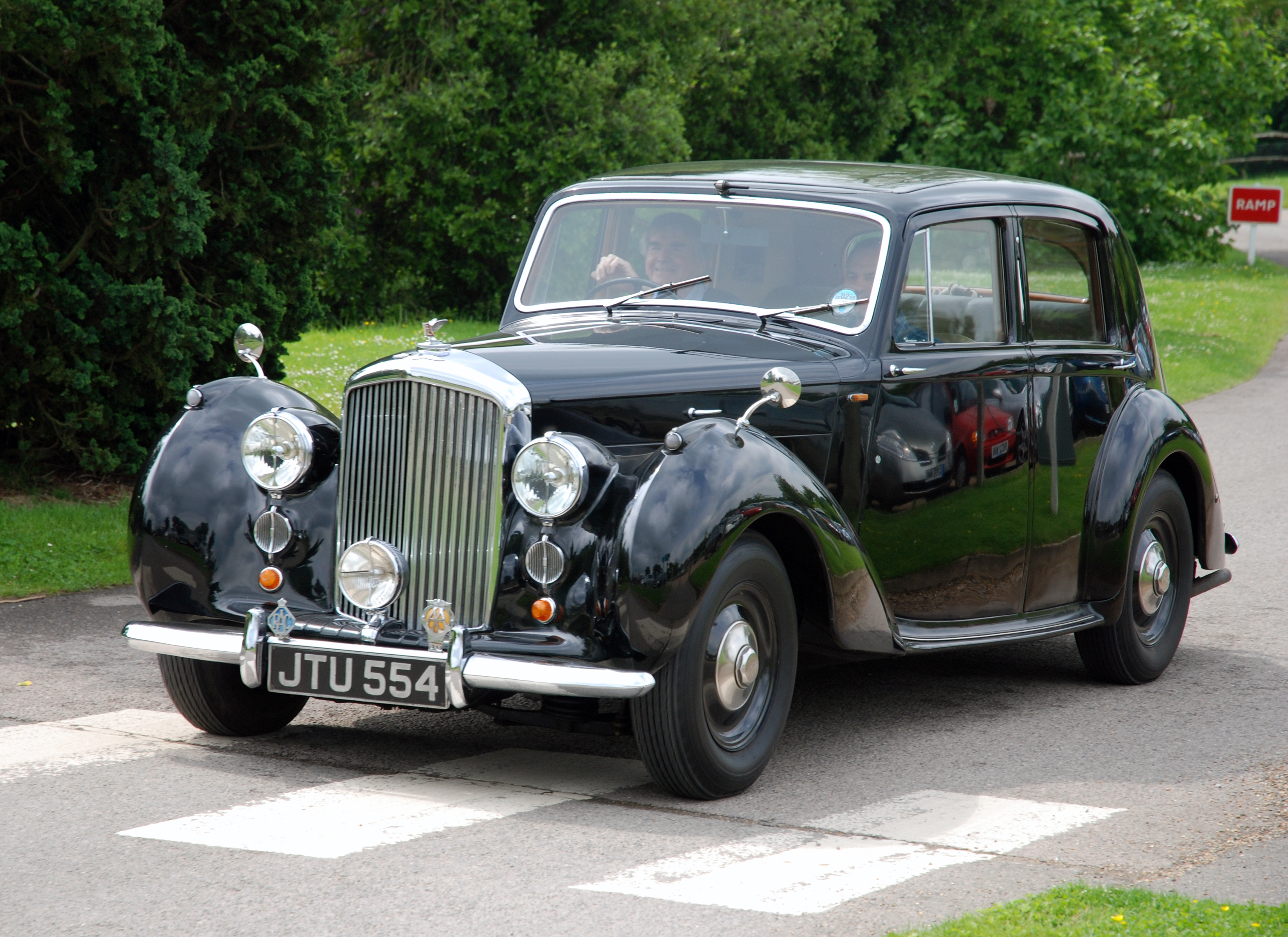
スタンダードスチールサルーンボディのマークVI

マークVIはベントレーが1946年から1952年に製造した乗用自動車である。

## 概要
ロールス・ロイスはベントレーを吸収した後、ベントレーを「小型ロールスに幾分スポーツカー的な要素を加えたモデルをオーナードライバー向けとして販売するブランド」と位置づけるようになり、この方針は第二次世界大戦後も踏襲された。このモデルは実際にはロールス・ロイス・シルヴァードーンよりも1年早く発売されたもののシルヴァードーンのベントレー版で、ホイールベースが120inに短縮され、キャブレターがツインSUにチューンされている。発表時すでにスタンダードスチールボディが用意され、すなわち原則シャシで販売して来たロールス・ロイスが初めてボディまで自製したモデルとなった。
当初内径φ3.5in=約88.9mm×行程4.5in=約114.3mmの直列6気筒で排気量4,257ccのエンジンを搭載して発売され、1951年ロールス・ロイスと同様に内径φ92mmとし4,566ccに拡大された。1952年シルヴァードーンが名称を変えないマイナーチェンジを受けたが、マークVIはRタイプへモデルチェンジの扱いとなった